# Diable eliksiry
Diable eliksiry (niem. Die Elixiere des Teufels) – powieść napisana przez E.T.A. Hoffmanna, powstała w latach 1815/16. Hoffmann napisał ją bazując na pomyśle książki autorstwa Matthew Gregory Lewisa, zatytułowanej Mnich (The Monk). Lewis jest wspomniany w samym tekście Diablich eliksirów.
Hoffman nie był zbyt religijny, jednak za sprawą wizyty w klasztorze kapucynów w Bambergu, będąc pod wrażeniem życia ojców duchownych i panującej tam atmosfery, postanowił napisać Diable eliksiry i osadzić powieść właśnie w tych realiach. Powstała ona w ciągu kilku tygodni. Dzieło jest zaliczane do czarnego romantyzmu.

## Fabuła
Powieść jest fikcyjną autobiografią. Urodzony w Świętej Lipce Protagonista Medard, po okresie szczęśliwego dzieciństwa, wstępuje do klasztoru. Napotyka na swojej drodze wiele spokrewnionych z nim osób, sam jednak z początku nie jest tego świadom. Dorasta za jego murami, a ponieważ podąża ścieżką powołania w sposób wzorowy, dostępuje zaszczytu sprawowania dwóch ważnych funkcji: zarządza komnatą z relikwiami, w której podług legendy spisanej przez św. Antoniego, znajdują się diable eliksiry, oraz zaczyna głosić kazania. Jego talent oratorski sprowadza go jednak na złą drogę. Pewnego razu oświadcza, że sam jest św. Antonim, wskutek czego traci przytomność i swój dar.
Szybko go jednak odzyskuje, pijąc z butelek diablich eliksirów. Kiedy młoda kobieta imieniem Aurelie, łudząco przypominająca św. Rozalię, zwierza mu się z miłości do niego, Medard postanawia opuścić klasztor. Przeor, który spostrzega niepokój mnicha, wysyła go w podróż do Włoch.
Podczas swej wyprawy spotyka mężczyznę, śpiącego w pobliżu przepaści i zagrożonego upadkiem w otchłań. Gdy mnich próbuje go zbudzić, ten wpada w przerażenie i spada. Przez pomyłkę wszyscy biorą Medarda za owego nieszczęśnika, dzięki czemu zostaje on przyjęty do zamku jako książę Viktorin. Tam jest uwikłany w związek z macochą Aurelii, Euphemią. W szale miłości zabija ją i jej brata Hermogena. Zbiega z zamku do leśniczówki, gdzie zastaje swojego sobowtóra, szalonego mnicha, którego wszyscy biorą za Medarda. Okazuje się on być Viktorinem, który spadając w przepaść nabawił się urazu głowy i popadł w szaleństwo.
Kolejnym miejscem w jego podróży jest dwór książęcy, gdzie Medard pojawia się w przebraniu. Mimo to zostaje rozpoznany przez Aurelie, która wskazuje na niego jako na mordercę jej brata. Mnich zostaje wtrącony do więzienia, ale ratuje go jego sobowtór, który bierze na siebie winę za morderstwa. Aurelie ponownie wyznaje miłość uwolnionemu Medardowi, oboje postanawiają się pobrać. Jednak w dniu ślubu ten widząc swojego wybawcę prowadzonego na stracenie, wyznaje prawdę Aurelie, godząc ją przy tym sztyletem. Mnich uwalania sobowtóra i po raz drugi zbiega z zamku.
Ten podąża jego śladem, obaj walczą między sobą resztkami sił, z pojedynku zwycięsko wychodzi Medard, lecz wskutek zmęczenia traci przytomność. Budzi się we włoskiej klinice, skąd skruszony zmierza ponownie do klasztoru. Tam wyznaje swoje grzechy, zostaje jednak uwikłany w spisek przeciwko papieżowi i znów jest o mały krok od śmierci. Po przeczytaniu zapisków pewnego malarza, w których to zapisana jest jego własna historia, Medard rozumiejąc powoli jego sytuację, udaje się ostatecznie do jego byłego klasztoru.
Tam jest świadkiem obłóczyn Aurelie. Jednak już chwilę później bezradny musi patrzeć, jak jego sobowtór ją zabija i ucieka. Ostatecznie postanawia spisać dzieje swego życia i umiera rok później, w pierwszą rocznicę śmierci Aurelie.

## Interpretacja
Historia życia protagonisty, którą Medard odnajduje w zapiskach malarza, stanowi motyw często wykorzystywany w Diablich eliksirach. Różni ludzie (np. leśniczy, lekarz przyboczny, opat) nieustannie opowiadają mu jego własną historię, nie wiedząc przy tym, że to jego życie. Opowieść ta obecna jest cały czas i czytelnik przeczuwa to, czego Medard dowiaduje się na końcu. Zdaje on sobie sprawę, że jest spokrewniony prawie ze wszystkimi osobami (wszyscy, których rani bądź zabija, są jego połowicznymi siostrami i braćmi) oraz uświadamia sobie istnienia ciemnej mocy, która wisi nad jego życiem i zdaje się prowadzić cały wątek.
Możliwe jest, że utwór jest literackim opracowaniem tematu schizofrenii, gdyż Medard w swoim sobowtórze spotyka swoje drugie ja.
Rozpad osobowości jest także częstym motywem literatury fantastycznej generalnie. I tak figury literackie z hoffmannowskiego dzieła Mistrz Pchła mają swoje odpowiedniki w świecie bajek. Jednakowoż wewnętrzna walka protagonisty z osobowością, rzadko jest wyrażana bezpośrednio w spotkaniu głównego bohatera z sobowtórem, jak ma to miejsce choćby w dziele William Wilson Egdara Allana Poe z roku 1839. Hoffmannowi przypisuje się, jako jednemu z pierwszych autorów, podjęcie tejże tematyki.
Na początku powieści pojawia się znany wariant pokus św. Antoniego, po których mnich zostaje zwiedziony eliksirami przez diabła. Legenda ta nie bazuje jednak na tzw. Vita Antonii, ale na apoftegmacie, który Makarius przypisuje Egipcjanom.